# Carol of the Bells
"Carol of the Bells" er en populær julesang, der er skrevet af den ukrainske komponist Mykola Dmytrovytj Leontovytj (ukrainsk: Микола Дмитрович Леонтович)  i 1914 og tekst af Peter J. Wilhousky. Sangen er baseret på den ukrainske folkesang "Sjtjedryk (Klokkernes julesang)" (ukrainsk: Щедрик (Колядка дзвонів). Musikken er offentligt domæne, mens teksten er under copyright ejet af Carl Fischer Music. 